# روی ریا
روی ریا (انگلیسی: Roy Rea؛ ۲۸ نوامبر ۱۹۳۴ – ۵ آوریل ۲۰۰۵) بازیکن فوتبال اهل ایرلند شمالی بود.
از باشگاه‌هایی که در آن بازی کرده‌است می‌توان به باشگاه فوتبال گلنتوران اشاره کرد. وی در فهرست تیم ملی فوتبال ایرلند شمالی در جام جهانی فوتبال ۱۹۵۸ قرار داشت اما به کشور سوئد سفر نکرد.